# Населення Ліхтенштейну
Населення Ліхтенштейну. Чисельність населення країни 2015 року становила 37,6 тис. осіб (214-те місце у світі). За чисельністю населення це одна з найменших країн Європи: вона посідає четверте місце з кінця, менше населення мають тільки Монако, Сан-Марино й Ватикан. Чисельність ліхтенштейнців стабільно збільшується, народжуваність 2015 року становила 10,45 ‰ (187-ме місце у світі), смертність — 7,12 ‰ (128-ме місце у світі), природний приріст — 0,84 % (130-те місце у світі) . 

## Природний рух

### Відтворення
Народжуваність у Ліхтенштейні, станом на 2015 рік, дорівнює 10,45 ‰ (187-ме місце у світі). Коефіцієнт потенційної народжуваності 2015 року становив 1,69 дитини на одну жінку (173-тє місце у світі).
Смертність у Ліхтенштейні 2015 року становила 7,12 ‰ (128-ме місце у світі).
Природний приріст населення в країні 2015 року становив 0,84 % (130-те місце у світі).

### Вікова структура

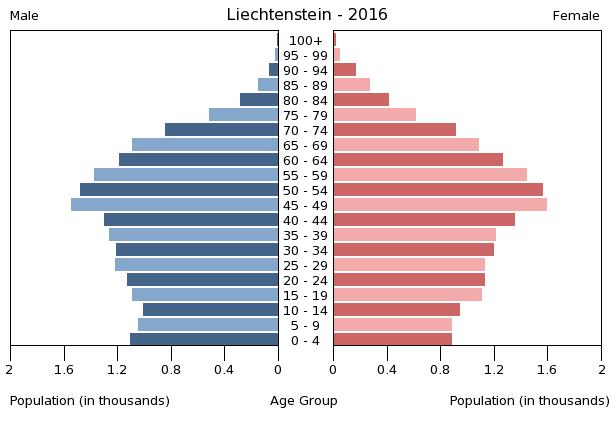
Віково-статева піраміда населення Ліхтенштейну, 2016 рік

Середній вік населення Ліхтенштейну становить 42,9 року (19-те місце у світі): для чоловіків — 41,7, для жінок — 44,1 року. Очікувана середня тривалість життя 2015 року становила 81,77 року (16-те місце у світі), для чоловіків — 79,6 року, для жінок — 84,5 року.
Вікова структура населення Ліхтенштейну, станом на 2015 рік, має такий вигляд:
- діти віком до 14 років — 15,54 % (3142 чоловіки, 2706 жінок);
- молодь віком 15—24 роки — 11,73 % (2182 чоловіки, 2230 жінок);
- дорослі віком 25—54 роки — 42,65 % (8013 чоловіків, 8035 жінок);
- особи передпохилого віку (55—64 роки) — 13,58 % (2504 чоловіки, 2606 жінок);
- особи похилого віку (65 років і старіші) — 16,49 % (2837 чоловіків, 3369 жінок)[1].

### Шлюбність— розлучуваність
Коефіцієнт шлюбності, тобто кількість шлюбів на 1 тис. осіб за календарний рік, дорівнює 5,0; коефіцієнт розлучуваності — 2,4; індекс розлучуваності, тобто відношення шлюбів до розлучень за календарний рік — 48 (дані за 2010 рік).

## Розселення
Густота населення країни 2015 року становила 234,6 особи/км² (57-ме місце у світі). Більша частина населення князівства розміщується на західній половині території, уздовж Рейну.

### Урбанізація
Ліхтенштейн низькоурбанізована країна. Рівень урбанізованості становить 14,3 % населення країни (станом на 2015 рік), темпи зростання частки міського населення — 0,48 % (оцінка тренду за 2010—2015 роки).
Головні міста держави: Вадуц (столиця) — 5,0 тис. осіб (дані за 2014 рік); Шан — 5,77 тис. осіб; Трізен — 4,69 тис. осіб; Бальцерс — 4,5 тис. осіб; Ешен — 4,2 тис. осіб.

### Міграції
Річний рівень імміграції 2015 року становив 5,08 ‰ (26-те місце у світі). Цей показник не враховує різниці між законними і незаконними мігрантами, між біженцями, трудовими мігрантами та іншими.

## Расово-етнічний склад
| Етнічний склад (2013 рік) | Етнічний склад (2013 рік) | Етнічний склад (2013 рік) | Етнічний склад (2013 рік) | Етнічний склад (2013 рік) |
| ------------------------- | ------------------------- | ------------------------- | ------------------------- | ------------------------- |
| Етнос:                    |                           |                           | Відсоток:                 |                           |
| ліхтенштейнці             | ліхтенштейнці             |                           | 66.3%                     | 66.3%                     |
| інші                      | інші                      |                           | 33.7%                     | 33.7%                     |

Головні етноси країни: ліхтенштейнці — 66,3 %, інші — 33,7 % населення (оціночні дані за 2013 рік). Проживають також швейцарці — 10,0 %, німці — 3,5 %, австрійці — 5,7 %, італійці — 3,3 %, інші — 10,6 %.

## Мови
| Мови Ліхтенштейну (2012 рік) | Мови Ліхтенштейну (2012 рік) | Мови Ліхтенштейну (2012 рік) | Мови Ліхтенштейну (2012 рік) | Мови Ліхтенштейну (2012 рік) |
| ---------------------------- | ---------------------------- | ---------------------------- | ---------------------------- | ---------------------------- |
| Мова:                        |                              |                              | Відсоток:                    |                              |
| німецька                     | німецька                     |                              | 94.5%                        | 94.5%                        |
| італійська                   | італійська                   |                              | 1.1%                         | 1.1%                         |
| інші                         | інші                         |                              | 4.3%                         | 4.3%                         |

Офіційна мова: німецька (аллеманський діалект) — володіє 94,5 % населення країни. Інші поширені мови: італійська — 1,1 %, інші мови — 4,3 % (оцінка 2010 року). Ліхтенштейн, як член Ради Європи, 5 листопада 1992 року підписав і ратифікував 18 листопада 1997 року Європейську хартію регіональних мов (вступила в дію 1 березня 1998 року). Регіональні мови не визначені, оскільки в державі не проживає жодної етнічної меншості.

## Релігії
| Релігії в Ліхтенштейні (2009 рік) | Релігії в Ліхтенштейні (2009 рік) | Релігії в Ліхтенштейні (2009 рік) | Релігії в Ліхтенштейні (2009 рік) | Релігії в Ліхтенштейні (2009 рік) |
| --------------------------------- | --------------------------------- | --------------------------------- | --------------------------------- | --------------------------------- |
| Віросповідання:                   |                                   |                                   | Відсоток:                         |                                   |
| католики                          | католики                          |                                   | 75.9%                             | 75.9%                             |
| протестанти                       | протестанти                       |                                   | 7.9%                              | 7.9%                              |
| мусульмани                        | мусульмани                        |                                   | 5.4%                              | 5.4%                              |
| інші                              | інші                              |                                   | 2.9%                              | 2.9%                              |
| атеїсти                           | атеїсти                           |                                   | 5.4%                              | 5.4%                              |
| агностики                         | агностики                         |                                   | 2.6%                              | 2.6%                              |

Головні релігії й вірування, які сповідує, і конфесії та церковні організації, до яких відносить себе населення країни: римо-католицтво (державна релігія) — 75,9 %, реформований протестантизм — 6,5 %, іслам — 5,4 %, лютеранство — 1,3 %, інші — 2,9 %, не сповідують жодної — 5,4 %, не визначились — 2,6 % (станом на 2010 рік).

## Освіта
Рівень письменності 2015 року становив 99 % дорослого населення (віком від 15 років): 99 % — серед чоловіків, 99 % — серед жінок.
Державні витрати на освіту становлять 2,6 % ВВП країни, станом на 2011 рік (166-те місце у світі). Середня тривалість освіти становить 15 років, для хлопців — до 16 років, для дівчат — до 13 років (станом на 2014 рік).

## Охорона здоров'я
Смертність немовлят до 1 року, станом на 2015 рік, становила 4,29 ‰ (189-те місце у світі); хлопчиків — 4,59 ‰, дівчаток — 3,92 ‰.

### Захворювання
Кількість хворих на СНІД невідома, дані про відсоток інфікованого населення в репродуктивному віці 15—49 років відсутні. Дані про кількість смертей від цієї хвороби за 2014 рік відсутні.

## Соціально-економічне становище
Дані про відсоток населення країни, що перебуває за межею бідності, відсутні. Дані про розподіл доходів домогосподарств у країні відсутні.
Станом на 2016 рік, уся країна була електрифікована, усе населення країни мало доступ до електромереж. Рівень проникнення інтернет-технологій надзвичайно високий. Станом на липень 2015 року в країні налічувалось 36 тис. унікальних інтернет-користувачів (193-тє місце у світі), що становило 96,6 % загальної кількості населення країни.

### Трудові ресурси
Загальні трудові ресурси 2012 року становили 35,8 тис. осіб, 51 % працівників країни мешкають за її межами в Німеччині, Австрії, або Швейцарії (201-ше місце у світі). Зайнятість економічно активного населення у господарстві країни розподіляється таким чином: аграрне, лісове і рибне господарства — 0,8 %; промисловість і будівництво — 39,4 %; сфера послуг — 59,9 % (2012). Безробіття 2014 року дорівнювало 3,4 % працездатного населення, 2012 року — 2,3 % (29-те місце у світі).

## Кримінал
Держава зміцнила контролю за відмиванням грошей, проте залишається проблемою через офшорний сектор фінансових послуг Ліхтенштейну.

### Наркотики

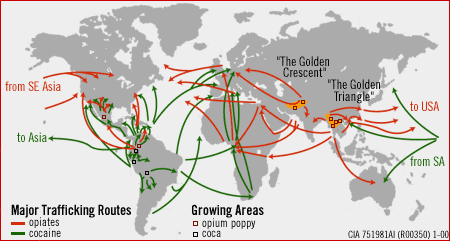
Світові маршрути наркотрафіку

### Торгівля людьми
Згідно зі щорічною доповіддю про торгівлю людьми (англ. Trafficking in Persons Report) Управління з моніторингу та боротьби з торгівлею людьми Державного департаменту США, уряд Ліхтенштейну докладає значних зусиль у боротьбі з явищем примусової праці, сексуальної експлуатації, незаконною торгівлею внутрішніми органами, але законодавство відповідає мінімальним вимогам американського закону 2000 року щодо захисту жертв (англ. Trafficking Victims Protection Act’s) не повною мірою, країна перебуває у списку другого рівня.

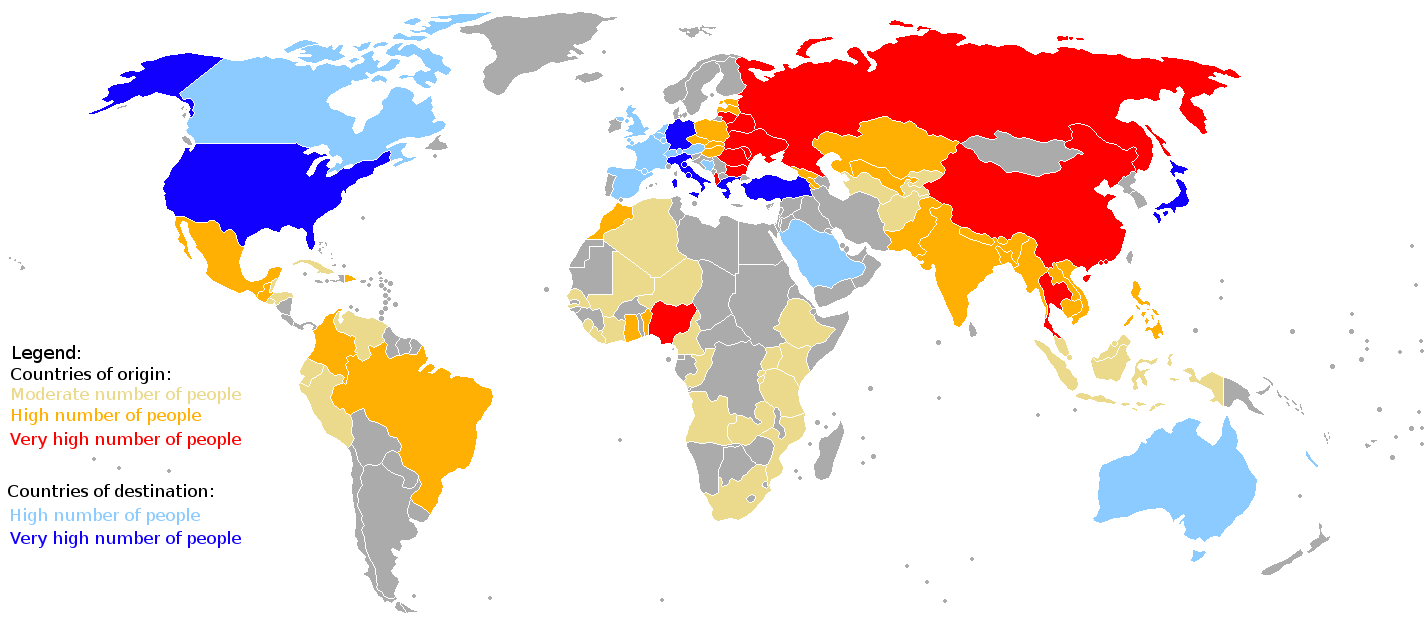
Країни-донори (червоний) і країни-реципієнти кримінальних потоків  (англ.)
Глобальна боротьба з торгівлею людьми (англ.)

## Гендерний стан
Статеве співвідношення (оцінка 2015 року):
- при народженні — 1,26 особи чоловічої статі на 1 особу жіночої;
- у віці до 14 років — 1,16 особи чоловічої статі на 1 особу жіночої;
- у віці 15—24 років — 0,98 особи чоловічої статі на 1 особу жіночої;
- у віці 25—54 років — 1 особи чоловічої статі на 1 особу жіночої;
- у віці 55—64 років — 0,96 особи чоловічої статі на 1 особу жіночої;
- у віці за 64 роки — 0,84 особи чоловічої статі на 1 особу жіночої;
- загалом — 0,99 особи чоловічої статі на 1 особу жіночої[1].

## Демографічні дослідження
Демографічні дослідження в країні ведуться рядом державних і наукових установ:

### Українською
- Атлас. 10—11 клас. Економічна і соціальна географія світу / упорядники :  О. Я. Скуратович, Н. І. Чанцева. — К. : ДНВП «Картографія», 2010. — ISBN 978-966-475-639-3.
- Атлас світу / голов. ред. І. С. Руденко ; зав. ред. В. В. Радченко ; відп. ред. О. В. Вакуленко. — К. : ДНВП «Картографія», 2005. — 336 с. — ISBN 9666315467.
- Безуглий В. В. Економічна і соціальна географія зарубіжних країн : Навчальний посібник. — К. : ВЦ «Академія», 2007. — 704 с. — ISBN 978-966-580-239-6.
- Безуглий В. В., Козинець С. В. Регіональна економічна і соціальна географія світу : Навчальний посібник. — видання 2-ге, доп., перероб. — К. : ВЦ «Академія», 2007. — 688 с. — ISBN 966-580-144-9.
- Гудзеляк І. І. Географія населення: Навчальний посібник / І. Гудзеляк. — Л. : Видавничий центр ЛНУ імені Івана Франка, 2008. — 232 с. — ISBN 978-966-613-599-8.
- Дахно І. І. Країни світу: Енциклопедичний довідник / І. І. Дахно, С. М. Тимофієв. — К. : Мапа, 2011. — 606 с. — (Бібліотека нового українця) — ISBN 978-966-8804-23-6.
- Дахно І. І. Економічна географія зарубіжних країн : навчальний посібник. — К. : Центр учбової літератури, 2014. — 319 с. — ISBN 978-611-01-0682-5.
- Джаман В. О. Регіональні системи розселення: демографічні аспекти. — Чернівці : Рута, 2003. — 392 с. — ISBN 9665685988.
- Дорошенко Л. С. Демографія: Навчальний посібник. — К. : МАУП, 2005. — 112 с. — ISBN 966-608-442-2.
- Дубович І. А. Країнознавчий словник-довідник. — 5-те вид., перероб. і доп. — К. : Знання, 2008. — 839 с. — ISBN 978-966-346-330-8.
- Економічна і соціальна географія країн світу. Навчальний посібник / За ред. Кузика С. П. — Л. : Світ, 2002. — 672 с. — ISBN 966-603-178-7.
- Загальна медична географія світу / В. О. Шевченко [та ін.] — К. : [б.в.], 1998. — 178 с.
- Крисаченко В. С. Динаміка населення: Популяційні, етнічні та глобальні виміри. — К. : Видавництво Національного інституту стратегічних досліджень, 2005. — 368 с. — ISBN 966-554-083-1.
- Любіцева О. О., Мезенцев К. В., Павлов С. В. Географія релігій. — К. : АртЕК, 1999. — 504 с. — ISBN 966-505-006-0.
- Масляк П. О. Країнознавство. — К. : Знання, 2007. — 292 с. — (Вища освіта XXI століття)
- Масляк П. О., Дахно І. І. Економічна і соціальна географія світу / П. О. Масляк, І. І. Дахно ; за ред. П. О. Масляка. — К. : Вежа, 2003. — 280 с. — ISBN 966-7091-53-8.

### Російською
- (рос.) Лихтенштейн // Демографический энциклопедический словарь / главн. ред. Валентей Д. И. — М. : Советская энциклопедия, 1985. — 608 с.
- (рос.) Лихтенштейн // Страны и народы. Зарубежная Европа. Западная Европа / Редкол. : В. П. Максаковский (отв. ред.) и др. — М. : «Мысль», 1979. — 381 с. — (Страны и народы) — 180 тис. прим.
- (рос.) Атлас народов мира / Отв. ред. С. И. Брук и В. С. Апенченко. — М. : ГУГК ГГК СССР и Институт этнографии им. Н. Н. Миклухо-Маклая АН СССР, 1964. — 185 с. — 20 тис. прим.
- (рос.) Численность и расселение народов мира. Этнографические очерки / под ред. С. И. Брука. — М. : Издательство АН СССР, 1962. — 487 с.
- (рос.) Лаппо Г. М. География городов: Учебное пособие для географических факультетов вузов. — М. : Туманит, изд. центр ВЛАДОС, 1997. — 476 с. — ISBN 5-691-00047-0.
- (рос.) Урланис Б. Ц. Рост населения в Европе (опыт исчисления). — М. : ОГИЗ-Госполитиздат, 1941. — 436 с.
- (рос.) Ягельский А. География населения. — М. : Прогресс, 1980. — 383 с.